# Квак Чже Сік
Квак Чже Сік (곽재식, Gwak Jaesik, Kwak Jaesik; нар. 1982) — південнокорейський письменник-фантаст і хімік. Він найбільш відомий своїми науково-фантастичними та фентезійними історіями про звичайних людей із сюжетними поворотами. Деякі з його творів були адаптовані для телевізійної драми та коміксів.
Квак також пише експериментальну літературу, зокрема «Історії 140 символів» (кор. 140자 소설), розміщені на його акаунті у Твіттері, які були показані у вступі до радіошоу EBS.

## Критика
Джіро Хун похвалив його як «майстра науково-фантастичної любовної комедії» та «майстра введення старої історії». Однак він також критикував його детективний роман, зазначивши, що він «занадто простий для повнометражної книги».